# جائزة اليابان الكبرى 2010
جائزة اليابان الكبرى 2010 (بالإنجليزية: 2010 Japanese Grand Prix)‏ هو سباق فورمولا 1 أقيم بتاريخ 10 أكتوبر 2010 في حلبة سوزوكا، ميه، اليابان. كان السادس عشر من أصل 19 في بطولة العالم لسباقات الفورمولا واحد موسم 2010. حلّ الألماني سباستيان فيتل أولا بينما جاء الأسترالي مارك ويبر في المركز الثاني وحصل على المركز الثالث الإسباني فرناندو ألونسو.